# Fluorona

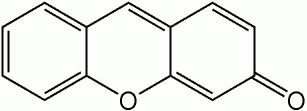
Fluorona

Fluorona é a estrutura básica de várias substâncias químicas, de fórmula química C13H8O2, mais notavelmente corantes, como as rodaminas.
Não confundir com fluoreno, o qual é uma substância completamente distinta.
Os corantes derivados do xanteno, também são derivados da fluorona.
Alguns corantes derivados da fluorona e suas fórmulas:
- 3,6-dihydroxyxanthane - C13H10O3
- 3,6-dihydroxyxanthone - C13H8O4
- 6-hydroxy-3-fluorone (HF) - C13H8O3
- 2,4,5,7-tetraiodo-6-hydroxy-3-fluorone (TIHF or H-Nu 535) - C13H4I4O3
- 2,4,5,7-tetrabromo-6-hydroxy-3-fluorone (TBHF) - C13H4Br4O3
- 6-(n -butoxy)-2,4-diiodo-3-fluorone (DIBF or H-Nu 470) - C173H14I2O3
- 4,5-diiodo-9-cyano-3-hydroxy-6-fluorone (TICHF or H-Nu 635) - C14H3I4NO3